# Veľkrop
Veľkrop (in ungherese Velkő) è un comune della Slovacchia facente parte del distretto di Stropkov, nella regione di Prešov.